# Bohater renejski
Bohater renejski – typ postaci literackiej będący francuską odmianą bohatera romantycznego.
Uosabia niepokoje epoki, prezentuje wątpliwe moralnie życie, przeradza się w bojownika idei. 
Nazwa pochodzi od bohatera z powieści "René" Chateaubrianda. Bohater renejski występuje m.in. u Jana Rousseau "Nowa Heloiza", Musseta w "Spowiedź dziecięcia wieku" czy u Wiktora Hugo w "Nędznikach".